# Architecture néolithique

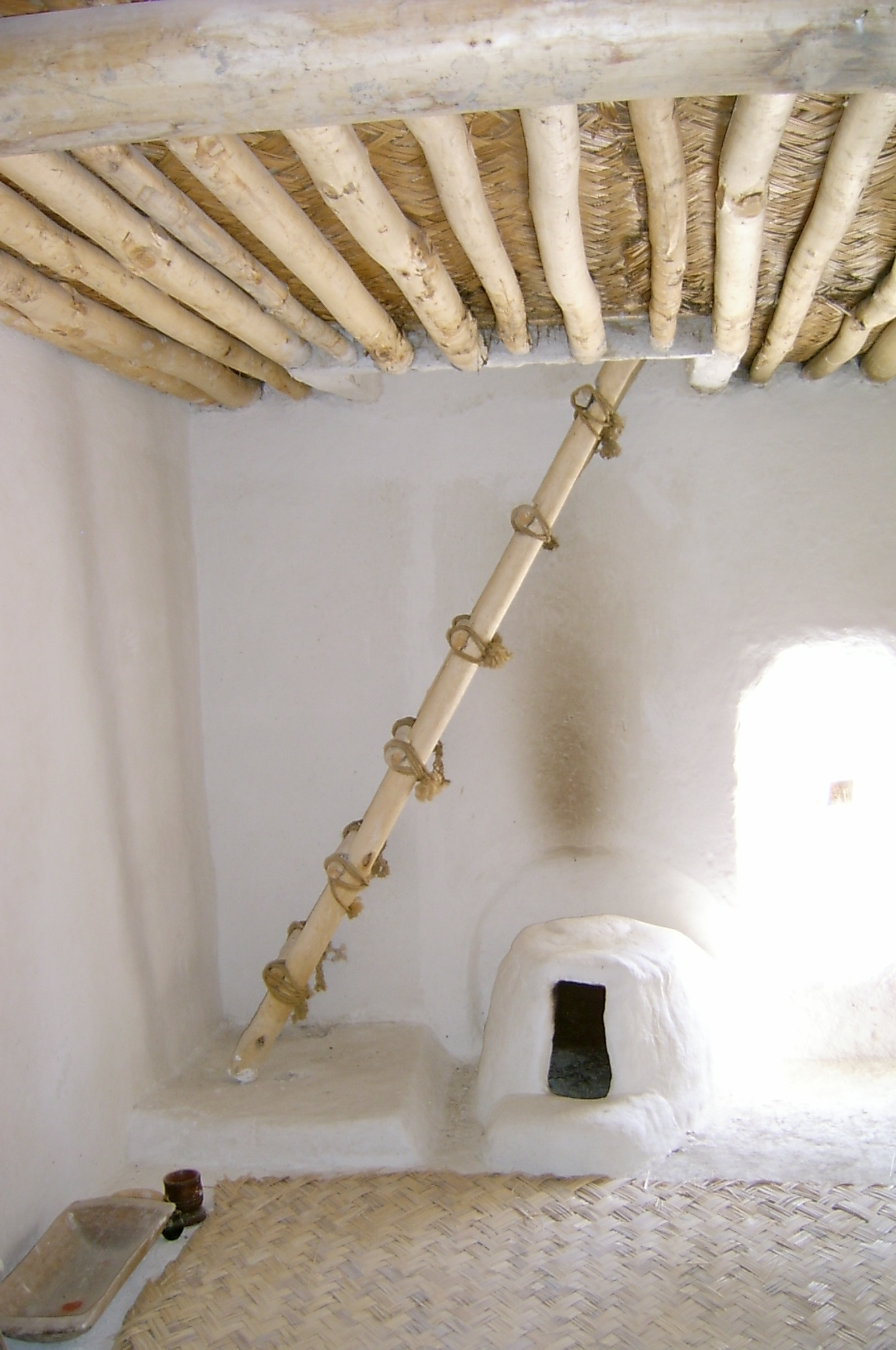
Une habitation typique restaurée à Çatal Höyük, en Anatolie

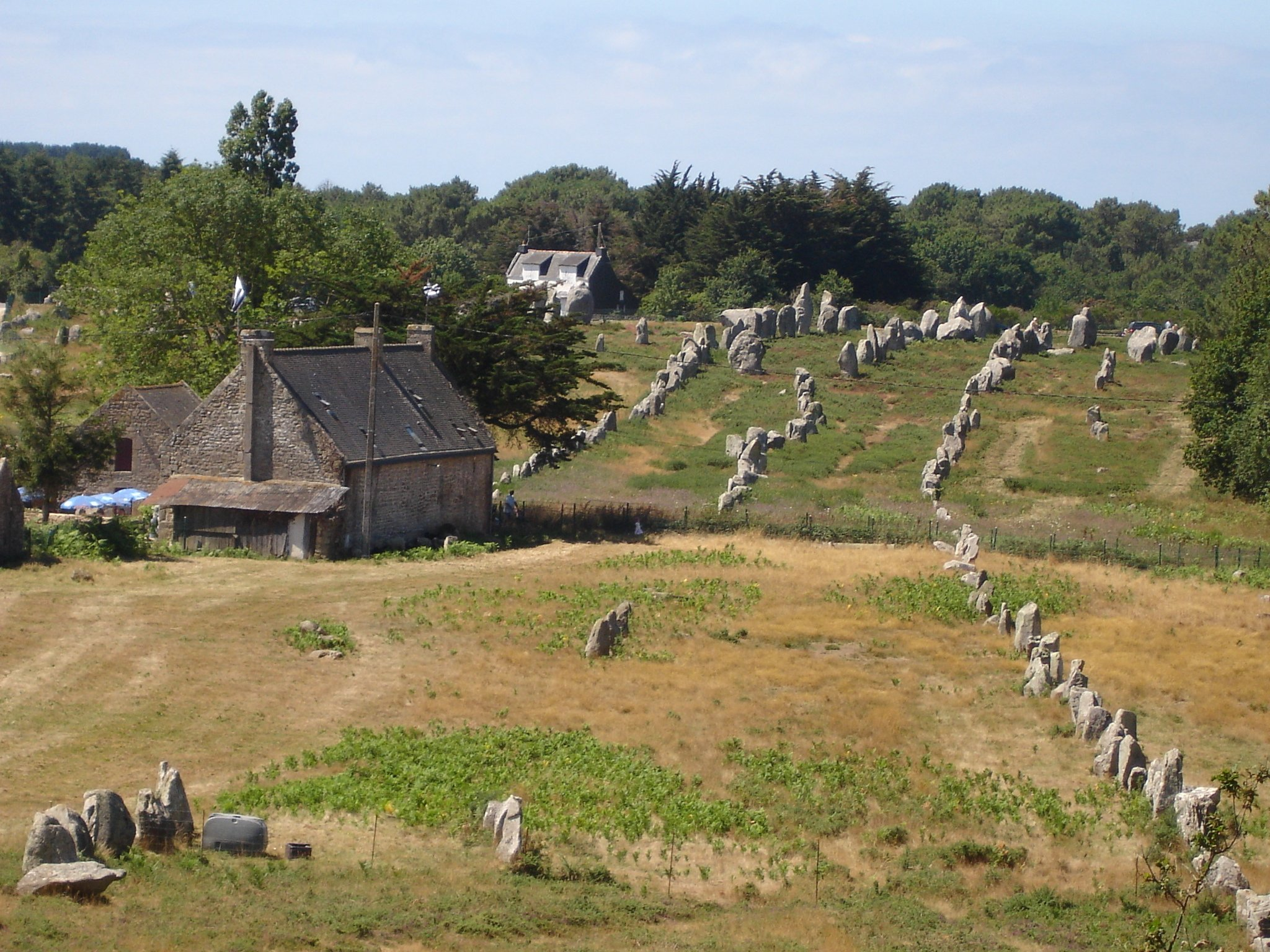
Alignements de Kermario, à Carnac

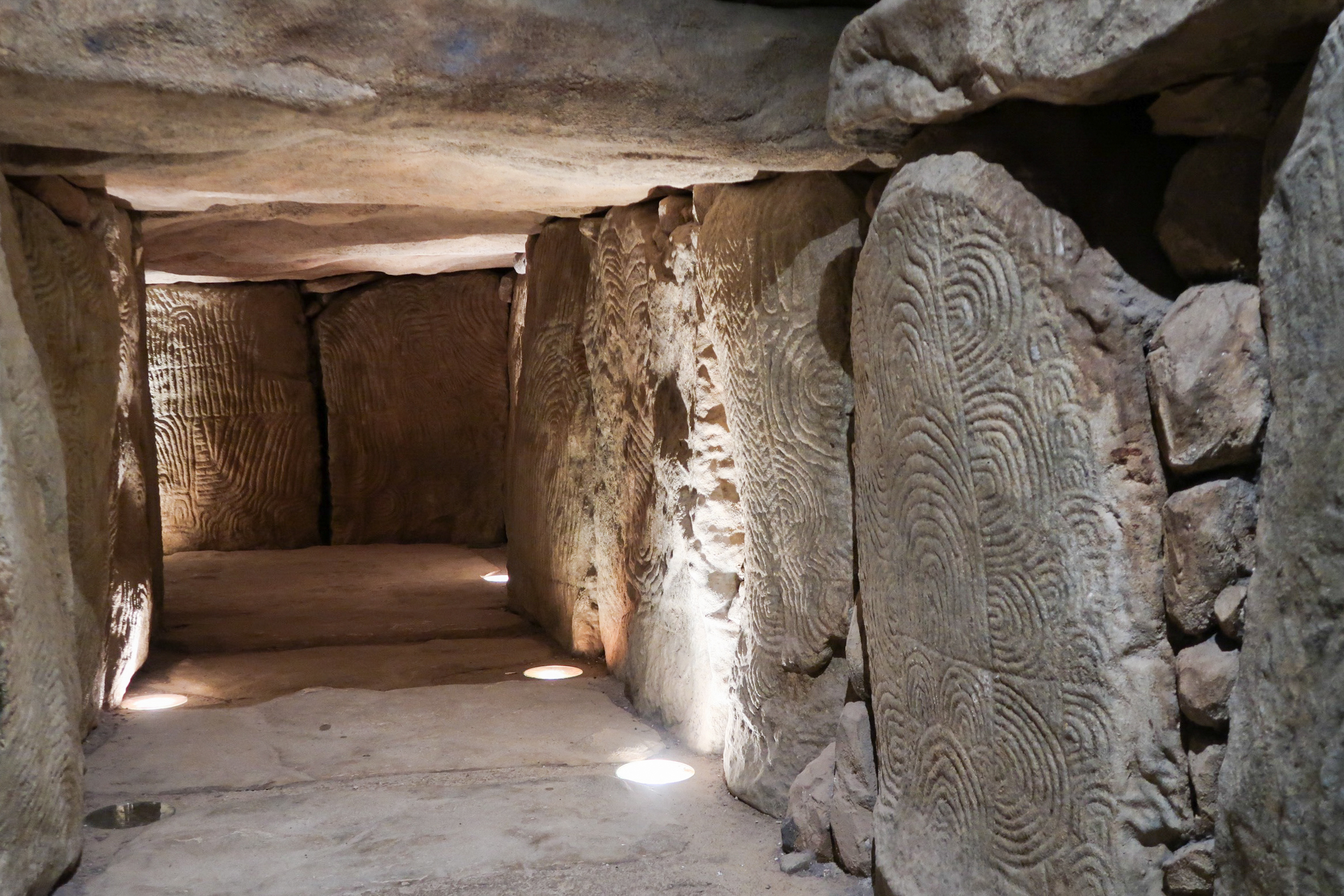
Réplique du couloir d'accès du cairn de Gavrinis, en Bretagne (musée de Bougon)

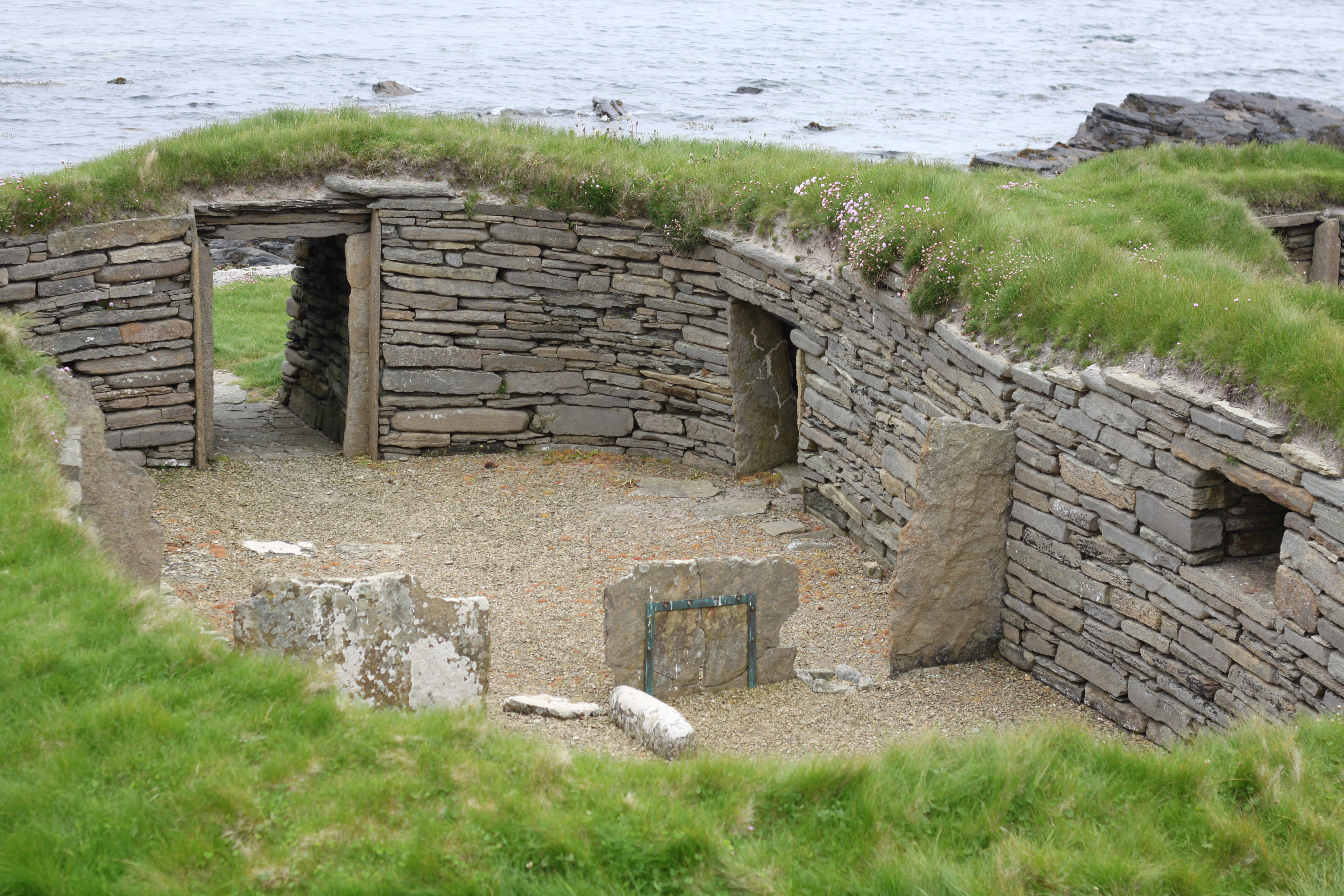
Ferme néolithique de Knap of Howar, dans les Orcades

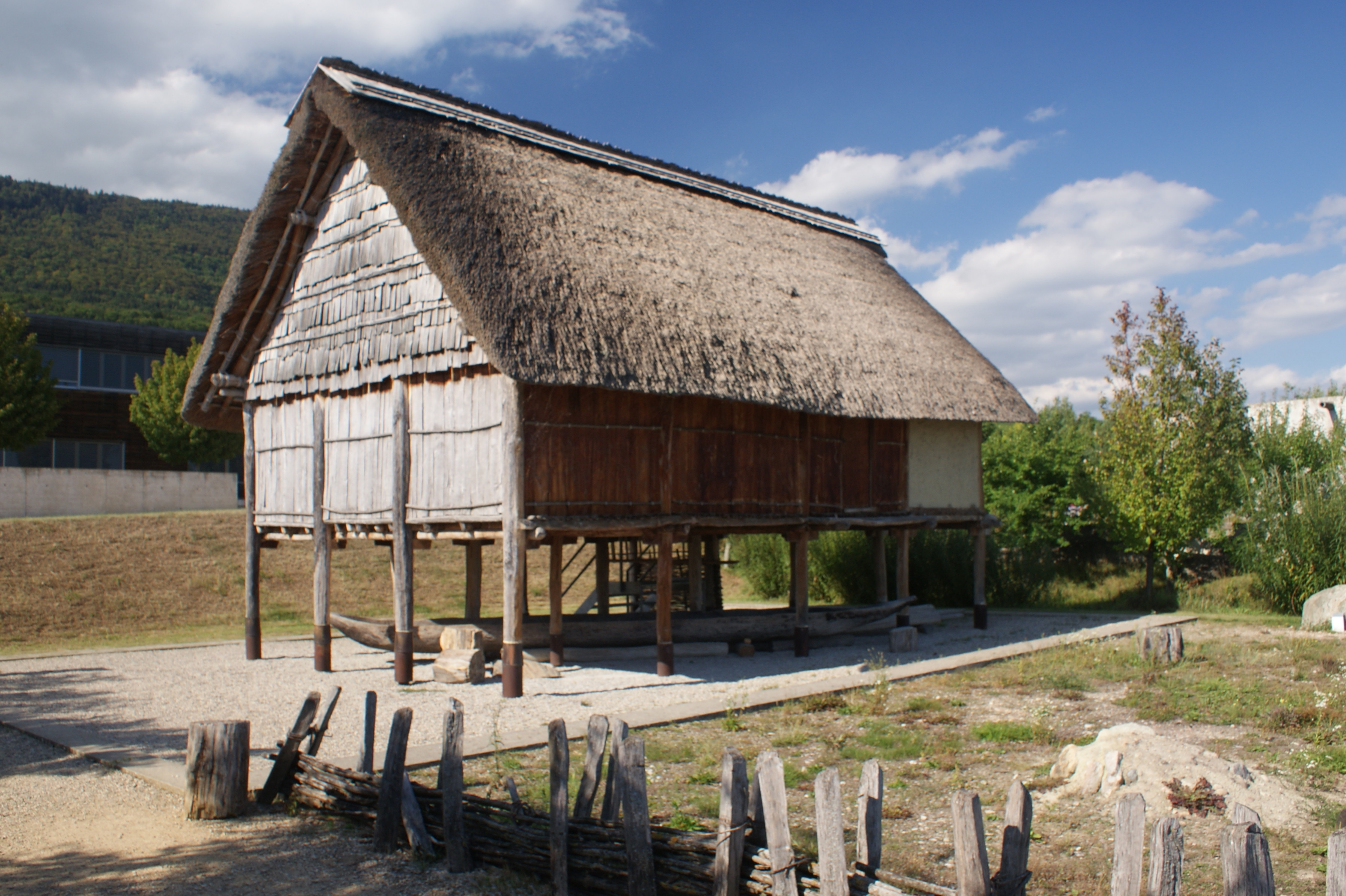
Reconstitution d'une maison palafittique au parc du Laténium, à Hauterives, en Suisse

L'architecture néolithique désigne les types de constructions et d'édifices de la période néolithique, qui commence au cours de l'Holocène, à des dates variables selon les régions.

## Propagation
L'agriculture commence au Proche-Orient vers 8500 av. J.-C., puis se répand de proche en proche vers les régions voisines. Elle est introduite en Grèce au début du VIIe millénaire av. J.-C., puis dans le reste de l'Europe au cours des millénaires suivants. L'agriculture est attestée en Chine vers 5500 av. J.-C., puis connait le même phénomène de diffusion qu'en Eurasie vers le reste de l'Asie orientale.

## Types de construction
Les peuples néolithiques du Moyen-Orient et d'Asie centrale construisaient généralement des maisons en briques de terre cuite. Les murs étaient parfois recouverts de plâtre. Certains ont laissé des peintures murales, comme à Çatal Höyük.
En Europe, les maisons étaient construites en torchis. Les premières villes d'Europe sont l'œuvre de la culture de Cucuteni-Trypillia, en Ukraine occidentale.
Des mégalithes (notamment menhirs et dolmens), particulièrement nombreux en Europe atlantique, ont été érigés au Néolithique et jusqu'au début de l'Âge du bronze. Ce sont souvent des sépultures, mais parfois des structures dont l'objet est inconnu.
Des puits datés entre 5200 et 5100 av. J.-C. ont été trouvés dans le centre de l'Allemagne, près de Leipzig. Ces puits étaient constitués de bois avec des joints de menuiserie complexes.

## Exemples d'établissements néolithiques

### Proche-Orient
- Jéricho, au Levant (8350 av. J.-C.)
- Çatal Höyük, en Anatolie (7500 av. J.-C.)

### Asie
- Mehrgarh, au Pakistan (7000 av. J.-C.)

### Europe
- Knap of Howar, en Écosse (3500 à 3100 av. J.-C.)
- Sites palafittiques préhistoriques autour des Alpes, en Suisse et ses alentours
- Village néolithique de Charavines, en Isère, France (2668 à 2592 av. J.-C.)[1]

### Mégalithisme
- Alignements de Carnac, en Bretagne, France (5000 à 2000 av. J.-C.)